# Другий уряд Девіда Кемерона

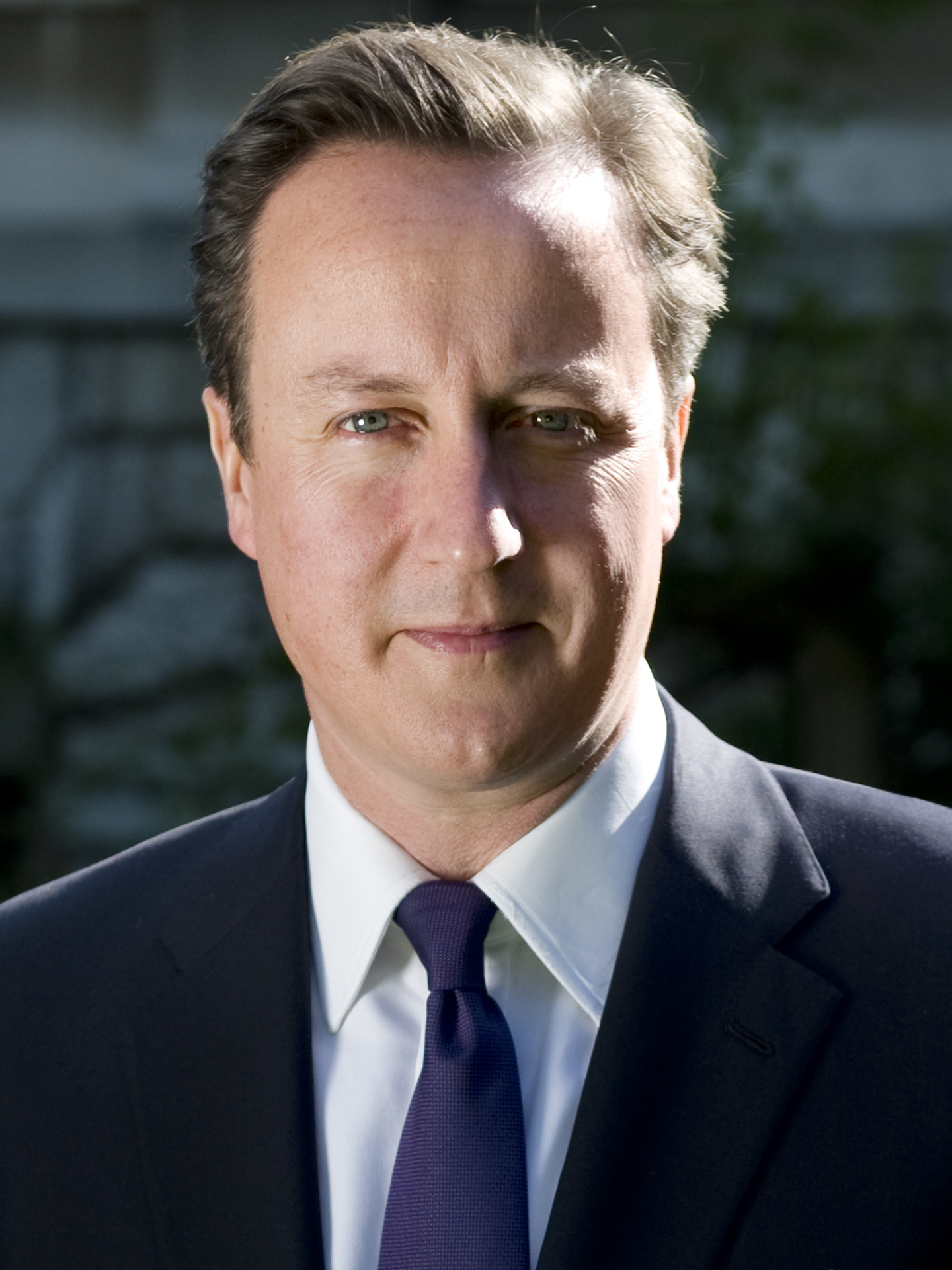
Девід Кемерон

Другий уряд Девіда Кемерона (англ. Second Cameron ministry) — 95-й уряд Сполученого Королівства Великої Британії та Північної Ірландії з 1707 року, діє з 11 травня 2015 під головуванням Девіда Кемерона.

## Історія
За підсумками парламентських виборів 7 травня 2015 Консервативна партія отримала абсолютну більшість, і 11 травня 2015 Девід Кемерон сформував однопартійний уряд, який прийшов на зміну першому його кабінету у коаліції з Ліберальними демократами.
Після формування кабінету аналітики відзначили, що заступником Ніккі Морган як міністра рівних можливостей призначена член Палати громад від округу Госпорт Керолайн Дайненейдж, яка, як і Морган, у липні 2013 року голосувала проти узаконення одностатевих шлюбів (правда, пізніше вона заявляла про зміну своєї точки зору). Крім того, посаду молодшого міністра зайнятості отримала євроскептик Пріті Пател, яка також висловлювалася на користь відновлення смертної кари через повішення. Крісло міністра закордонних справ зберіг Філіп Геммонд, який виступає за вихід Великої Британії з Євросоюзу у випадку, якщо не будуть задоволені її вимоги. Очікується, що уряд стане домагатися від Брюсселя в числі іншого заборони на отримання державних допомог іммігрантами протягом чотирьох років і відмови від політики подальшої інтеграції союзу.

## Міністри
Діючі члени уряду
| Ім'я             | Посада                                                                  | Партія        |
| ---------------- | ----------------------------------------------------------------------- | ------------- |
| Девід Кемерон    | Прем'єр-міністр Перший лорд казначейства Міністр цивільної служби       | Консервативна |
| Джордж Осборн    | Канцлер скарбниці Другий лорд казначейства Перший міністр               | Консервативна |
| Філіп Геммонд    | Міністр закордонних справ                                               | Консервативна |
| Тереза Мей       | Міністр внутрішніх справ                                                | Консервативна |
| Майкл Гоув       | Міністр юстиції Лорд-канцлер                                            | Консервативна |
| Майкл Феллон     | Міністр оборони                                                         | Консервативна |
| Саджид Джавід    | Міністр з питань бізнесу, інновацій та навичок Голова Торговельної ради | Консервативна |
| Іан Данкан Сміт  | Міністр праці та пенсій                                                 | Консервативна |
| Джеремі Гант     | Міністр охорони здоров'я                                                | Консервативна |
| Грег Кларк       | Міністр у справах громад і місцевого самоврядування                     | Консервативна |
| Ніккі Морган     | Міністр освіти Міністр у справах жінок та рівності                      | Консервативна |
| Жюстін Грінінг   | Міністр міжнародного розвитку                                           | Консервативна |
| Ембер Радд       | Міністр енергетики та зміни клімату                                     | Консервативна |
| Патрік Маклафлін | Міністр транспорту                                                      | Консервативна |
| Девід Манделл    | Міністр у справах Шотландії                                             | Консервативна |
| Тереза Вільєрс   | Міністр у справах Північної Ірландії                                    | Консервативна |
| Стівен Кребб     | Міністр у справах Уельсу                                                | Консервативна |
| Джон Віттінгдейл | Міністр культури, ЗМІ та спорту                                         | Консервативна |
| Елізабет Трасс   | Міністр з питань довкілля, продовольства і сільського господарства      | Консервативна |
| Кріс Грейлінг    | Голова Палати громад Лорд-голова Ради                                   | Консервативна |
| Тіна Стовелл     | Голова Палати лордів Лорд-хранитель Малої печатки                       | Консервативна |
| Олівер Летвін    | Канцлер герцогства Ланкастерського                                      | Консервативна |

Також мають право брати участь у засіданнях уряду
| Ім'я          | Посада                                                                             | Партія        |
| ------------- | ---------------------------------------------------------------------------------- | ------------- |
| Грег Гендс    | Головний секретар казначейства                                                     | Консервативна |
| Марк Гарпер   | Головний парламентський партійний організатор Парламентський секретар казначейства | Консервативна |
| Метью Генкок  | Міністр Управління Кабінету міністрів Генеральний скарбник                         | Консервативна |
| Джеремі Райт  | Генеральний прокурор                                                               | Консервативна |
| Пріті Пател   | Державний міністр з питань зайнятості                                              | Консервативна |
| Джойс Енелей  | Державний міністр закордонних справ та у справах Співдружності                     | Консервативна |
| Роберт Галфон | Міністр без портфеля                                                               | Консервативна |
| Анна Субрі    | Державний міністр у справах бізнесу і підприємництва                               | Консервативна |